# Сепфорис
Сепфорис (др.-греч. Σέπφωρις), Ципори (ивр. צִפּוֹרִי‎), Диоцезарея, Диокесарея (лат. Diocaesaraea, др.-греч. Διοκαισάρεια, Саффурия (صفورية‎), Сефория, Ла-Сефори (старофр. La Sephorie, Saphorie) времён крестоносцев — историческая столица Галилеи, расположенная в 6 км к северо-западу от Назарета. В настоящее время — археологический памятник и национальный парк в Израиле.

## История
Происхождение названия «Ципори / Сепфорис» доподлинно не установлено, хотя существует талмудическое объяснение, основанное на созвучии, согласно которому город назывался так, поскольку «сидел на вершине, как птица» (ивр. צפור‎ — ципор). 
Сепфорис впервые упомянут как административный центр Галилеи в период царствования Александра Янная (100 год до н. э.). Эту же роль город выполнял при римском проконсуле Габинии. 
Во времена царя Ирода центр одной из тетрархий. В 4 году до н. э. город оказался в центре восстания Иуды Галилеянина и был разрушен карательной экспедицией Квинтилия Вара. Затем был отстроен и превращен (до основания Тверии) в резиденцию Ирода Антипы, который обнёс Сепфорис, называемый Иосифом Флавием «красивейшим городом всей галилейской страны», крепостной стеной.
Несмотря на то, что Сепфорис располагался всего в 6 км от Назарета — родного города Иисуса Христа — он ни разу не упомянут в Библии. Предполагается, что плотник Иосиф и его пасынок Иисус должны были многократно отправляться в этот город на заработки, принимать участие в сооружении крестов для казнимых мятежников и последующем восстановлении города.
Во время Первой Иудейской войны Сепфорис не присоединился к восстанию, открыв ворота легионам Веспасиана, и в итоге не пострадал. На чеканившихся в это время монетах Сепфорис называется Эйренополисом — «городом мира». 
При императоре Адриане город был переименован в Диокесарию, а еврейские власти города были заменены администраторами-неевреями, однако ввиду преобладания еврейского населения через несколько десятилетий был восстановлен еврейский городской совет. 
В начале III века, в период, когда Иехуда ха-Наси возглавлял Великий Синедрион, Сепфорис стал местом пребывания этого органа и центром еврейской духовной жизни. Нееврейское население Сепфориса в это время было языческим и эллинизированным, на что указывают богатые мозаики, сохранившиеся в вилле II века и изображающие Диониса и Афродиту («Галилейская Мона Лиза»). В ходе восстания против императора Констанция Галла в 351 — 352 годах в Сепфорисе располагалась штаб-квартира руководителя восстания, за что жители города после подавления мятежа были наказаны, но город, по-видимому, уцелел, однако в 363 году был разрушен землетрясением. Отстроенный Сепфорис ещё несколько веков сохранял под византийским владычеством функцию еврейского духовного центра и окончательно утратил это значение лишь после арабского завоевания в VII веке. В византийский период, помимо еврейского, росло христианское население города, строились многочисленные церкви, а христиане принимали участие в городском самоуправлении. На определённом этапе город был центром епархии.
Письмо, найденное в Каирской генизе, свидетельствует о том, что и под арабской властью еврейская община в этих местах существовала как минимум до X века. В эпоху крестоносцев здесь располагался гарнизон. На господствующей над городом высоте были построены укрепление, сохранившееся по сей день, и церковь, посвящённая святым Анне и Иоакиму — родителям девы Марии. 
В XVIII веке галилейский шейх Захир аль-Омар (Дагир) восстановил укрепления, вновь заселил город и сделал его центром своих владений, однако впоследствии Саффурия, как теперь назывался населённый пункт, превратилась в большую деревню, жители которой обрабатывали около 530 гектаров сельскохозяйственных земель, из которых более половины занимали оливковые рощи. 
В 1948 году в ходе арабо-израильской войны Саффурия была захвачена еврейскими силами. Жители деревни, население которой составляло 4000 человек, были в январе 1949 года изгнаны или расселены в соседних населённых пунктах, а место расположения деревни засажено соснами. В феврале 1949 года к юго-востоку от Саффурии был основан израильский мошав Ципори.

## Археологические раскопки и национальный парк Ципори
Мозаики Ципори
C 1931 года на территории Сепфориса ведутся археологические раскопки. В этот период раскопки возглавлял Лерой Уотермен из Мичиганского университета. После создания Государства Израиль в 1975 году экспедицией Тель-Авивского университета были проведены раскопки городского водовода; раскопки были возобновлены в 1985 году под руководством профессора Эхуда Нецера и Зеэва Вайса из Еврейского университета в Иерусалиме, а также Эрика и Кэрол Мейерс из университета Дьюка (Северная Каролина). В 1992 году Ципори и окрестностям общей площадью 16 км² был придан статус национального парка.
На западной стороне холма Ципори, где в римские и византийские времена располагался акрополь, археологами раскрыт жилой квартал, постройки которого датируются эллинистическим периодом (конец II — начало I века до н. э.). Одно- и двухэтажные здания стоят по обе стороны узкой мощёной улицы. Жилые дома характеризуются наличием выдолбленных в камне и оштукатуренных микв, что свидетельствует о том, что квартал заселяли иудеи. Также на западной стороне холма раскопана богатая римская вилла III века н. э. Многие комнаты двухэтажного здания, построенного вокруг внутреннего двора-атрия, крытые портики которого опираются на колонны, украшают мозаики. Наиболее известны напольные мозаики триклиния, иллюстрирующие мифы о Дионисе и Афродите, а также языческие обряды, посвящённые Дионису.
На северной стороне холма раскопан театр римского периода. Расположенные полукругом зрительные ряды, рассчитанные на 4500 человек, частично вырублены прямо в скале, а ближе к краям опираются на каменный фундамент и арки. Театр, диаметр которого составляет 74 метра, был серьёзно разрушен уже в античности.
В нижнем городе к востоку от акрополя также раскрыты значительные площади. Археологи обнаружили хорошо спланированную сеть улиц и инсул, заселённых впервые во II веке. Две мощёных центральных улицы (кардо и декуманус) обрамлены крытыми тротуарами, вдоль которых расположены ряды лавок. В византийский период тротуары были выложены геометрическими мозаичными узорами. Крупнейшим и наиболее богатым из обнаруженных домов является относящийся к V веку «Дом Нила» размерами 50 на 30 метров. Полы около 20 комнат в этом здании выложены красочными мозаиками, самая красивая и наиболее хорошо сохранившаяся из которых изображает сцены празднеств в рамках культа Нила, в которых прослеживается влияние александрийской культуры. Также в нижнем городе раскопана синагога VI века. Удлинённое здание синагоги (16 на 6,5 м) разделено колоннадой на главный зал и боковой неф. В центре мозаичного пола изображен зодиакальный круг, в котором помимо названий знаков есть названия месяцев еврейского календаря, в центре круга Гелиос в виде солнечного диска, управляющий колесницей. На полу также изображены библейские сцены (в том числе Авраам с ангелами и жертвоприношение Исаака) и атрибуты богослужения в Иерусалимском Храме.
Помимо этого, археологами раскопана система водоснабжения, по которой в город поставлялась вода из окрестностей Назарета. Система включает большую цистерну для хранения воды длиной 250 метров и объёмом 5000 м³.
Археологические работы в Ципори продолжаются. Часть объектов, где раскопки и реставрационные работы уже завершены, открыта для посетителей. Национальный парк работает круглогодично с 8:00 до 17:00 (зимой до 16:00), продолжительность экскурсий от 1 до 4 часов.